# Bitwa pod Schoppendamm
Bitwa pod Schoppendamm – starcie pomiędzy wojskami księcia szczecińskiego Barnima III Wielkiego z dynastii Gryfitów a armią meklemburską dowodzoną przez Mikołaja Hahna i hrabiego Choćkowa Jana Młodszego, która oblegała należące do książęt wołogoskich Łosice. Bitwa rozegrała się w pobliżu tego ostatniego miasta 25 października 1351 i zakończyła się wygraną sił pomorskich. W wyniku śmierci w walce hrabiego Jana Młodszego książę szczeciński podjął próbę opanowania Choćkowa
i okolic, co skutkowało wzrostem antagonizmów pomiędzy pomorskimi władcami.